# Paolo Braccini
Paolo Braccini "Verdi" (Canepina, 16 maggio 1907 – Torino, 5 aprile 1944) è stato un partigiano e antifascista italiano, insignito con la Medaglia d'oro al valor militare alla memoria.

## Biografia
Paolo Braccini nacque a Canepina, in provincia di Viterbo, da Braccio Braccini, medico condotto, e da Ersilia Lorenzetti. Il padre, fondatore del partito socialista a Orvieto, più volte candidato di questo partito e poi attivo organizzatore sindacale dei medici condotti, si trasferì con tutta la famiglia di cinque figli dapprima a Nocera Umbra, nel 1911, e poi, nel 1921, a Terni, dove, nonostante la sua schedatura nel registro dei sovversivi, continuò a fare il medico condotto nel quartiere operaio di S. Agnese, e anche il sanitario delle Ferrovie dello Stato. Paolo Braccini, ultimata la scuola secondaria, si trasferì a Milano e poi a Torino, dove si dedicò agli studi, conseguendo dapprima la laurea in Agraria nel 1930 a Milano, e successivamente (dopo l'espulsione dal corso per allievi ufficiali nel 1931, causa la "professione di idee antifasciste" per una lettera spedita al padre e sequestrata dalla polizia in una delle frequenti perquisizioni nello studio paterno) una seconda laurea a Torino in Veterinaria nel 1940. A Milano si sposò con Marcella Cariola di Robassomero il 21 dicembre 1938; il 25 febbraio 1940 nascerà l'unica figlia Gianna. Lo stesso anno ottenne la cattedra di docente universitario in Zootecnica, sempre presso l'Università di Torino. Le sue oltre venti pubblicazioni scientifiche, dal 1932 al 1942, testimoniano una intensa ricerca sul campo nella tecnica agraria e in zootecnia. A Torino ebbe occasione di incontrare e frequentare il fratello Fabio Braccini, che si laureerà ingegnere chimico al Politecnico di Torino e che sarà anche lui partigiano combattente, prima a Roma e nei Castelli romani fino alla liberazione di Roma nel giugno 1944, e poi come capitano del Battaglione san Marco nella Divisione Cremona fino al 25 aprile 1945.
All'indomani dell'8 settembre 1943, periodo cruciale della sua esistenza, Braccini diede largo spazio ai suoi ideali e al suo sentimento antifascista avvicinandosi al movimento di resistenza, entrando in contatto con il Partito d'Azione nella primavera del 1943, per poi diventare l'organizzatore delle Brigate Giustizia e Libertà. Ne fu il primo comandante (alla sua morte subentrò Duccio Galimberti), nominato il 4 dicembre del 1943 da Vittorio Foa in casa di Ada Gobetti, come lei stessa scrisse nel suo Diario partigiano.
Il 31 marzo del 1944 venne arrestato in seguito a un'irruzione della Federazione dei fasci repubblicani nel duomo di Torino, durante una riunione del Comitato militare regionale piemontese (CMRP), in cui era rappresentante per il Partito d'Azione. Processato nei giorni successivi all'arresto, ne venne ordinata la condanna a morte per fucilazione, eseguita il 5 aprile dalla Guardia nazionale repubblicana nel poligono di tiro del Martinetto di Torino. Alla moglie Marcella, alla figlia Gianna, al fratello Fabio e alle sorelle scrisse importanti lettere, tutte riportate nelle Lettere di condannati a morte della Resistenza italiana.
Insieme a lui furono uccisi Franco Balbis, Quinto Bevilacqua, Giulio Biglieri, Errico Giachino, Eusebio Giambone, Massimo Montano e il generale Giuseppe Perotti.
Il suo sacrificio venne riconosciuto con l'assegnazione della Medaglia d'oro al valor militare alla memoria.
È sepolto nel Cimitero monumentale di Torino.
La città di Torino gli ha dedicato una via ed un parco in un quartiere popolare della città, Borgo San Paolo